# 霍华德·马丁·特明
霍华德·马丁·特明（英語：Howard Martin Temin，1934年12月10日—1994年2月9日），美国遗传学家。1970年代他在威斯康星大学麦迪逊分校研究逆转录酶，由于发现肿瘤病毒与细胞遗传物质之间的相互作用而与戴维·巴尔的摩、罗纳托·杜尔贝科一起获得1975年的诺贝尔生理学或医学奖。
事實上，特明聘僱的博士後研究員水谷哲（Satoshi Mizutani）才是發現逆转录酶的論文第一作者。此事成為著名的諾貝爾獎爭議之一。